# Kasta (zespół muzyczny)
Kasta (ros. Каста) − rosyjski zespół muzyczny wykonujący hip-hop. Powstał w 1997 roku. Zespół tworzy czterech członków: Wladi, Szym, Hamil oraz Zmiej. Swoją muzykę 
tworzą wyłącznie w języku rosyjskim.

## Historia
Wladi, Hamil i Szym słuchali rapu już w młodym wieku. Wladi nagrał pierwszy utwór mając zaledwie 13 lat. W 1995 roku wraz ze swoim przyjacielem Tidanem (Тидан) złożył grupę Психолирик. Rok później dołączył do nich Szym. W 1997 roku zespół wraz z innymi raperami z Rostowa utworzył grupę Kasta. Niedługo potem Tidan opuścił zespół. W 1999 roku do Kasty dołączył Hamil. Kasta stworzyła grupę o nazwie Объединенная Каста (Wspólna Kasta), ponieważ pierwotny skład stawał się zbyt duży. Ich pierwszy występ miał miejsce w Rostowskim rap klubie Duncan i Comanchero. 

## Uczestnicy Wspólnej Kasty
- Карабасс
- Электроник
- Маринесса
- Белый Будда
- Баста

### Западный Сектор
- Кактус
- Дигер
- Майор

### Грани
- Тигра
- Тёмный
- Сям

### Бледнолицые Нигга'дяи
- Бледнолицый Панама
- Кальян

### Песочные Люди
- Сайк a.k.a. Псих
- Жара

### Доброе Зло
- Фетис
- Тейквон

## Dyskografia
- 2002: Громче воды, выше травы (Głośniej niż woda, wyżej niż trawa)
- 2002: Что нам делать в Греции? (Co robimy w Grecji?)
- 2004: Феникс (Feniks)
- 2008: Быль в глаза (Prawda w oczach)
- 2010: ХЗ (HZ)
- 2012: Ясно! (Jasne!)

### Wspólna Kasta
- 1997: Первый удар (Pierwsze uderzenie)
- 1999: Трехмерные рифмы (Trójwymiarowe rymy)
- 2000: В полном действии (W pełni mocy)

## Nagrody
- Grand Prix Rap Music 99
- Russian Music Awards 2004 MTV - Najlepszy hip-hop, rap projekt
- Премия Муз-ТВ 2006 - Najlepszy hip-hop, rap projekt
- Russian Street Awards 2010 - Teledysk roku (Вокруг шум)
- Legeny MTV 2010 - decydujący wpływ na kształtowanie i rozwój współczesnej kultury muzycznej w Rosji.